# تناظر انعكاسي

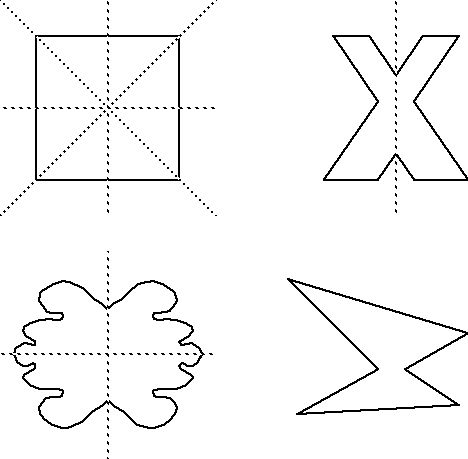
بعض الأشكال وما لها من محاور تناطر ، الشكل تحت إلى اليمين ليس له محور تناظر.

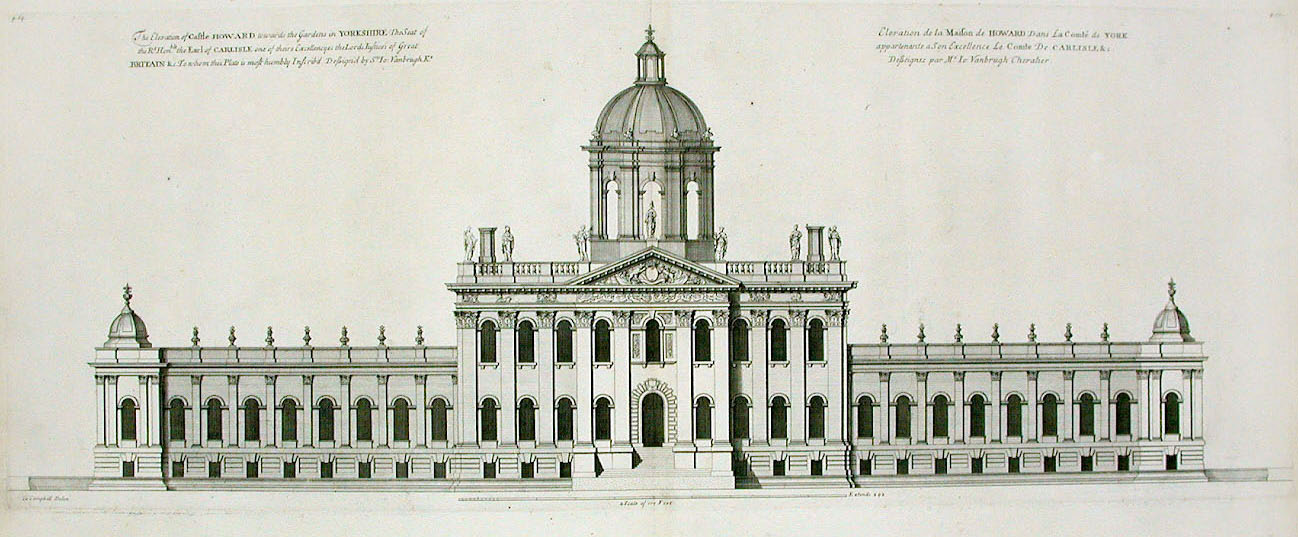
تناظر انعكاسي للصورة ، أما إذا كان الشكل مجسما فيكون له مستوي تناظر.

يقال عن شكل بأنه ذو تناظر انعكاسي (بالإنجليزية: Reflection Symmetry)‏ إذا كان ينطبق على نفسه تماما عندما يُثى حول خط مار في وسطه. يسمى الخط المار في وسطه خط التناطر.
في حالة شكل مستوي (ذو بعدين) يستعمل اصلاحي تناظر انعكاسي أو تناظر خطي. وفي حالة جسم ذي ثلاثة أبعاد فيعبر عن ذلك بمستوي التناظر (انظر الشكل). يمكن تصور مستوي التناظر بوضع مرآة في مكانه.

## أمثلة
- للمربع أربعة محاور تناظر. أما المستطيل فله محوري تناظر. كما أن للمعين أيضا محوري تناظر.
- للمكعب ثلاثة مستويات تناظر، واحد رأسي في اتجاه الرؤية مارا بمنتصف المكعب، ومستوى تناظر ثاني رأسي عمودي على اتجاه الرؤية ومارا بمنتصف المكعب، ومستوي تناظر ثالث أفقي يقسمه إلى نصفين متساووين.
- للدائرة عدد لا نهائي من محاور التناظر (جميعها مارا بالمركز).
- للكرة أيضا عدد لا نهائي من محاور التناظر. كما أن لها عدد لا نهائي من مستويات التناظر.
- لمتوازي المستطيلات ثلاثة مستويات تناظر (عمودية على بعضها البعض).